# Saint-Cloud-en-Dunois
Saint-Cloud-en-Dunois ist eine Ortschaft und eine ehemalige französische Gemeinde mit 234 Einwohnern (Stand: 1. Januar 2019) im Département Eure-et-Loir in der Region Centre-Val de Loire. Sie gehörte zum Kanton Châteaudun im gleichnamigen Arrondissement.
Sie wurde mit Wirkung vom 1. Januar 2017 mit den früheren Gemeinden Civry, Lutz-en-Dunois und Ozoir-le-Breuil zur Commune nouvelle Villemaury zusammengeschlossen und übt in der neuen Gemeinde den Status einer Commune déléguée aus. Der Verwaltungssitz befindet sich im Ort Saint-Cloud-en-Dunois.

## Lage
Nachbarorte sind Lutz-en-Dunois im Westen, Civry im Norden, Villampuy im Osten und Ozoir-le-Breuil im Süden.

## Bevölkerungsentwicklung
| Jahr      | 1962 | 1968 | 1975 | 1982 | 1990 | 1999 | 2008 | 2015 |
| --------- | ---- | ---- | ---- | ---- | ---- | ---- | ---- | ---- |
| Einwohner | 244  | 222  | 227  | 218  | 196  | 164  | 225  | 233  |